# Dwight Stephenson
Dwight Eugene Stephenson (Murfreesboro, Carolina del Norte, 20 de noviembre de 1957), más conocido como Dwight Stephenson, es un exjugador profesional estadounidense de fútbol americano que se desempeñó en la posición de center en la National Football League (NFL). Es miembro del Salón de la Fama del Fútbol Americano Profesional.

## Carrera
Stephenson jugó como profesional ocho temporadas en Miami Dolphins (1980-1987), equipo en el que se retiró.

## Reconocimiento
El 1 de agosto de 1998, ingresó como miembro al Salón de la Fama del Fútbol Americano Profesional.